# George Whipple
George Hoyt Whipple (Ashland, New Hampshire, 1878. augusztus 28. – Rochester, New York, 1976. február 1.) amerikai orvos, patológus. 1934-ben ő, valamint George Minot és William P. Murphy elnyerték a fiziológiai Nobel-díjat „a vérszegénység májterápiával való kezelésének felfedezésééért”.

## Élete
George Hoyt Whipple 1878. augusztus 28-án született a New Hampshire-i Ashland városában. Családja igazi New Hampshire-i orvosdinasztia volt, mind apai nagyapja, mind apja, dr. Ashley Cooper Whipple ezt a hivatást űzte. Anyja Frances Hoyt volt.
Az andoveri Phillips Academy elitiskolában tanult, majd a Yale Egyetemre iratkozott be, ahol 1900-ban szerezte meg artium baccalaureus fokozatát. Ezután a Johns Hopkins Egyetemen tanult orvostudományt, diplomáját 1905-ben kapta meg.
1905-től egészen 1914-ig a Johns Hopkins Medical School-nál dolgozott patológusként. Tanársegédként kezdett és a docens fokozatig jutott. Közben 1907-08 között egy évet a panamai Ancon Hospital-ban is eltöltött a Panama-csatorna építésének idején.
1914-ben a kísérletes orvostudomány professzora lett a Kaliforniai Egyetem orvosi tanszékén. A Hooper Foundation for Medical Research elnökévé is kinevezték; 1920–21-ben pedig ő volt a tanszék dékánja. 1921-ben visszaköltözött a keleti partra és Rochesteri Egyetem akkor alapított orvostudományi és fogorvosi tanszékének lett a patológusprofesszora és dékánja. Ezt az állást egészen 1954-es visszavonulásáig betöltötte.

## Tudományos tevékenysége
Whipple érdeklődése elsősorban a vérszegénység kutatására és a máj élettanára és szövettanára irányult. Panamai tartózkodása idején a malária és a sárgaláz jeles kutatója, William C. Gorgas irányítása alatt a parazitafertőzések okozta vérszegénységet és a bélrendszerben okozott elváltozásokat tanulmányozta.
A Johns Hopkins Egyetemen William H. Welch vezetésével a kloroformos altatás következtében fellépő májnekrózist kutatta, főleg a májsejtek regenerációja érdekelte. Kutyakísérletei során úgy tűnt, hogy a szerv regenerálódási képessége szinte határtalan. Vizsgálta a kloroformmérgezés okozta májkárosodás miatt fellépő sárgaságot és megállapította, hogy nyirokérrendszer nem játszik jelentős szerepet az epe festékanyagainak szervezetben való szétterjedésében.
Miután átköltözött Kaliforniába, folytatta munkáit az epepigmentekkel és rájött, hogy metabolizmusuk jobb megértéséhez több adatra van szüksége a hemoglobin képződéséről. Újabb kutyakísérleteket végzett a vérlecsapolással előállított mesterséges anémiáról és a vérpótlásról. Ennek során tanulmányozta a különböző étrendi összetevők hatását a vérképzésre és rájött, hogy az anémia megszüntetésére leginkább a nyers máj fogyasztása vált be. Felismerését alkalmazni lehetett a vészes vérszegénység klinikai kezelésében és 1934-ben George R. Minottal and William P. Murphyvel közösen elnyerte az orvostudományi Nobel-díjat "a vérszegénység májterápiával való kezelésének felfedezésééért".
Ezenkívül kutatásokat folytatott gümőkórral, hasnyálmirigygyulladással, vasmetabolizmussal, a plazmaproteinek regenerálódásával kapcsolatban és az akkor újdonságnak számító izotópos anyagcserevizsgálatokat is végzett.

## Elismerései
A Nobel-díj mellett 1930-ban elnyerte a Popular Science Monthly aranyérmét és a Philadelphiai Patológiai Társulat William Wood Gerhard aranyérmét 1934-ben. Számos amerikai egyetem, Európában pedig a glasgow-i és athéni egyetem avatta díszdoktorává. Kurátora volt a Rockefeller Alapítványnak. Levelező tagja volt a Budapesti Királyi Orvosegyesületnek, a Bécsi Orvos Társulatnak és számos más európai és tudományos társaságnak.

## Családja
1914-ben feleségül vette a charlestoni Katherine Ball Waringot. Egy fiuk (George Hoyt, 1917) és egy lányuk (Barbara, 1921), valamint hét unokájuk született.
1976. február 1-jén, 97 évesen halt meg a New York állambeli Rochesterben.